# Округ Банкс (Џорџија)
Округ Банкс (енгл. Banks County) је округ у америчкој савезној држави Џорџија.

## Демографија
По попису из 2010. године број становника је 18.395, што је 3.973 (27,5%) становника више него 2000. године.
| Група             | 2000.          | 2010.          |
| Белци             | 13.256 (91,9%) | 16.526 (89,8%) |
| Афроамериканци    | 464 (3,2%)     | 427 (2,3%)     |
| Азијати           | 87 (0,6%)      | 165 (0,9%)     |
| Хиспаноамериканци | 493 (3,4%)     | 1.041 (5,7%)   |
| Укупно            | 14.422         | 18.395         |